# Albert Leo Schlageter
Albert Leo Schlageter (Schönau im Schwarzwald, 12 agosto 1894 – Düsseldorf-Golzheim, 26 maggio 1923) è stato un militare e politico tedesco. Fu ufficiale dell'Esercito imperiale tedesco nel corso della Prima guerra mondiale; nel dopoguerra si unì a diversi gruppi dei Freikorps e condusse degli atti di sabotaggio contro le forze d'occupazione francese nella Ruhr. Fu arrestato dalle forze francesi per aver sabotato una linea ferroviaria e fucilato nel 1923. Dopo la sua morte, la sua figura fu considerata come quella di un martire da molti nazionalisti tedeschi, tra cui il Partito Nazionalsocialista; nella Germania nazista Schlageter fu commemorato come un eroe nazionale, e dopo la Seconda guerra mondiale le truppe di occupazione degli Alleati scoraggiarono queste commemorazioni all'interno del processo di denazificazione del paese.

## Biografia
Schlageter nacque nel sud-ovest della Germania, in una fervente famiglia cattolica. Allo scoppio della prima guerra mondiale, partì volontario. Partecipò alla seconda battaglia di Ypres (1915), alla battaglia della Somme (1916) e alla battaglia di Verdun. Promosso tenente di artiglieria, ripartì alla volta di Ypres per la battaglia di Passchendaele (1917). Alla fine della guerra, lasciato l'esercito, s'iscrisse alla facoltà di scienze politiche dell'università di Friburgo, e divenne membro di un gruppo cattolico di studenti di estrema destra.
Dopo pochissimo, Schlageter s'iscrisse ai Freikorps e prese parte al putsch di Kapp e altre lotte tra militari e fazioni comuniste che imperversavano in Germania. Nel 1922 la sua unità di Freikorps in Alta Slesia si fuse con il NSDAP; Schlageter partecipò a diverse azioni militari, tra le quali l'occupazione della Ruhr, durante la quale, nel 1923, guidò una pattuglia paramilitare Schwarze Reichswehr a resistere alle forze d'occupazione francesi per mezzo di un sabotaggio. Diversi treni furono fatti deragliare e un viadotto fu fatto esplodere per bloccare la logistica delle truppe francesi.
Il 7 aprile 1923 Schlageter  fu processato dalla corte marziale francese un mese dopo. Accusato di sabotaggio, fu condannato a morte e giustiziato il 26 maggio nella brughiera di Golzheim vicino a Düsseldorf. Poco dopo la morte di Schlageter Rudolf Höß assassinò il presunto traditore, Walther Kadow, con l'aiuto di Martin Bormann.
La propaganda nazista si appropriò ben presto della figura di Schlageter, rappresentandolo come un martire della causa. Dal 1933 egli fu celebrato dal regime come uno dei suoi principali eroi. Lo scrittore nazista Hanns Johst scrisse il dramma agiografico Schlageter (1933), dedicato a Adolf Hitler, che costituisce una sorta di manifesto teatrale dell'ideologia nazista.